# Azeville
Azeville är en kommun i departementet Manche i regionen Normandie i norra Frankrike. Kommunen ligger i kantonen Montebourg som tillhör arrondissementet Cherbourg. År 2022 hade Azeville 77 invånare.

## Befolkningsutveckling
Antalet invånare i kommunen Azeville
| Referens: INSEE |